# 沙刀湾站
沙刀湾站是位于湖南慈利县宜冲桥乡的一个铁路车站，邮政编码415823。车站建于1978年，有焦柳铁路经过该站，现仅办理货运业务，不办理客运业务。车站距离月山站919公里，隶属广铁集团，是五等站。